# Bellport
Bellport – wieś w Stanach Zjednoczonych, w stanie Nowy Jork, w hrabstwie Suffolk.